# Harold Stapley
Harold S. Stapley dit Harry Stapley (né le 29 avril 1883 à Southborough, dans le borough londonien de Bromley et mort le 29 avril 1937) est un footballeur international amateur anglais. Il est champion olympique lors des Jeux olympiques 1908, où il inscrit six buts.
Attaquant de la Grande-Bretagne aux Jeux olympiques 1908, il inscrit deux buts contre la Suède, puis quatre buts contre les Pays-Bas, assurant à lui tout seul le résultat (4-0). Il n'inscrit pas de but en finale, mais il remporte la médaille d'or.
Joueur de West Ham United de 1904 à 1908, il dispute 71 matchs pour 39 buts inscrits. Il poursuit et finit sa carrière à Glossop North End de 1908 à 1915. Jouant au niveau amateur avec West Ham, il joua en deuxième division avec Glossop North End, jouant dans le milieu de tableau, mais il arrête sa carrière à la suite de la relégation du club lors de la saison 1914-1915.